# Le ladre
Le ladre (Voleuses) è un film del 2023 diretto da Mélanie Laurent.
La pellicola, con protagoniste Laurent ed Adèle Exarchopoulos, è l'adattamento cinematografico della graphic novel La grande odalisca (2012), scritta dalla coppia Florent Ruppert/Jérôme Mulot ed illustrata da Bastien Vivès.

## Trama
Le ladre Alex e Carole sono due partner affiatate in grado di rubare qualsiasi opera d'arte al mondo. In vista di quel che dovrebbe essere il loro ultimo colpo prima di ritirarsi, si trovano a fare squadra con Sam, un'esuberante campionessa di motocross.

## Produzione
Le riprese sono cominciate nel settembre del 2022 si sono svolte a Parigi, in Corsica e al Circuit des 24 Heures du Mans.

## Promozione
Il trailer del film è stato pubblicato online il 10 luglio 2023.

## Distribuzione
Il film è uscito il 1º novembre 2023 in streaming su Netflix in tutti i paesi nei quali il servizio è disponibile.